# Melanomya petiolata
Melanomya petiolata är en tvåvingeart som beskrevs av Thomas Pape 1988. Melanomya petiolata ingår i släktet Melanomya och familjen spyflugor. Inga underarter finns listade i Catalogue of Life.